# Ķekava
Ķekava (autrefois Keckau) est une ville au centre de la Lettonie, qui se trouve sur la rive gauche de la Sausā Daugava, un défluent de la Daugava. C'est le centre administratif de Ķekavas novads. L'endroit est éloigné de 17 km du centre de Riga et de 8 km de la première ville - Baloži. Il est traversé par la route européenne 67. Le développement du village fut grandement influencé par les activités du kolkhoze "Ķekava" fondé ici en 1969. L’industrie locale, encore aujourd'hui, est orientée vers l'élevage de volailles.
Depuis le 1er juillet 2022, Ķekava reçu les droits de la ville.